# オクラホマ州の都市圏の一覧

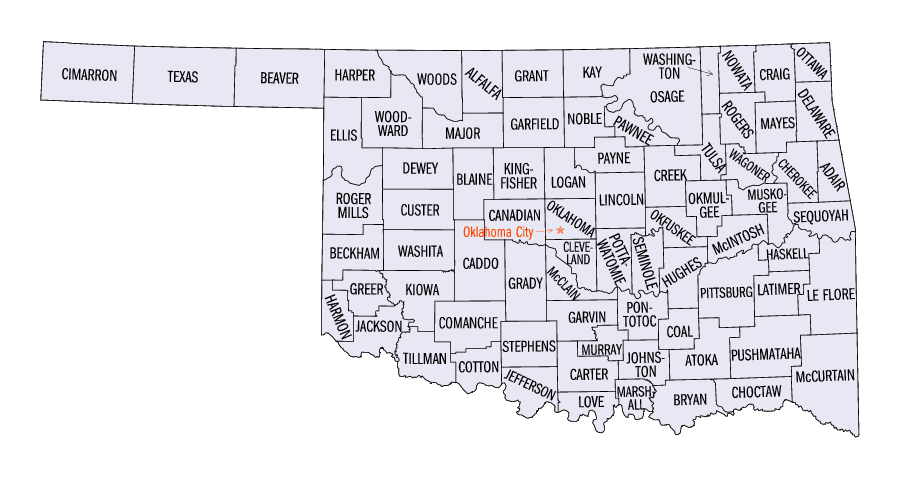
オクラホマ州の77郡を示す地図

本項目はオクラホマ州の都市圏の一覧（オクラホマしゅうのとしけんのいちらん）である。
アメリカ合衆国国勢調査局は、オクラホマ州に合同統計地域（CSA/広域都市圏）6ヶ所、大都市統計地域（MSA/都市圏）5ヶ所、および小都市統計地域（μSA/小都市圏）17ヶ所を定義している。下表には、左列より以下の情報を示す。
- 合同統計地域（定義されている場合）の名称
- 合同統計地域の人口
- コアベース統計地域（大都市統計地域および小都市統計地域）の名称
- コアベース統計地域の人口
- 各統計地域に含まれる郡の名称
- 各統計地域に含まれる郡の人口

なお、下表においては、オクラホマ州と他州にまたがる合同統計地域およびコアベース統計地域については、名称と統計地域の総人口を青緑色で、オクラホマ州内の人口を黒色でそれぞれ示す。また、他州のコアベース統計地域および郡については、その名称と人口を緑色でそれぞれ示す。
下表における人口の数値はすべて2020年に行われた国勢調査時のものである。また、合同統計地域、コアベース統計地域（大都市統計地域・小都市統計地域）のいずれも、2023年7月21日時点での定義に従う。
| 合同統計地域                                 | 人口             | コアベース統計地域                         | 人口           | 郡                           | 人口      |
| -------------------------------------------- | ---------------- | ------------------------------------------ | -------------- | ---------------------------- | --------- |
| オクラホマシティ・ショーニー広域都市圏       | 1,498,149        | オクラホマシティ都市圏                     | 1,425,695      | オクラホマ郡                 | 796,292   |
| オクラホマシティ・ショーニー広域都市圏       | 1,498,149        | オクラホマシティ都市圏                     | 1,425,695      | クリーブランド郡             | 295,528   |
| オクラホマシティ・ショーニー広域都市圏       | 1,498,149        | オクラホマシティ都市圏                     | 1,425,695      | カナディアン郡               | 154,405   |
| オクラホマシティ・ショーニー広域都市圏       | 1,498,149        | オクラホマシティ都市圏                     | 1,425,695      | グレイディ郡                 | 54,795    |
| オクラホマシティ・ショーニー広域都市圏       | 1,498,149        | オクラホマシティ都市圏                     | 1,425,695      | ローガン郡                   | 49,555    |
| オクラホマシティ・ショーニー広域都市圏       | 1,498,149        | オクラホマシティ都市圏                     | 1,425,695      | マクレーン郡                 | 41,662    |
| オクラホマシティ・ショーニー広域都市圏       | 1,498,149        | オクラホマシティ都市圏                     | 1,425,695      | リンカーン郡                 | 33,458    |
| オクラホマシティ・ショーニー広域都市圏       | 1,498,149        | ショーニー小都市圏                         | 72,454         | ポタワトミー郡               | 72,454    |
| タルサ・バートルズビル・マスコギー広域都市圏 | 1,134,125        | タルサ都市圏                               | 1,015,331      | タルサ郡                     | 669,279   |
| タルサ・バートルズビル・マスコギー広域都市圏 | 1,134,125        | タルサ都市圏                               | 1,015,331      | ロジャーズ郡                 | 95,240    |
| タルサ・バートルズビル・マスコギー広域都市圏 | 1,134,125        | タルサ都市圏                               | 1,015,331      | ワゴナー郡                   | 80,981    |
| タルサ・バートルズビル・マスコギー広域都市圏 | 1,134,125        | タルサ都市圏                               | 1,015,331      | クリーク郡                   | 71,754    |
| タルサ・バートルズビル・マスコギー広域都市圏 | 1,134,125        | タルサ都市圏                               | 1,015,331      | オーセージ郡                 | 45,818    |
| タルサ・バートルズビル・マスコギー広域都市圏 | 1,134,125        | タルサ都市圏                               | 1,015,331      | オクマルギー郡               | 36,706    |
| タルサ・バートルズビル・マスコギー広域都市圏 | 1,134,125        | タルサ都市圏                               | 1,015,331      | ポーニー郡                   | 15,553    |
| タルサ・バートルズビル・マスコギー広域都市圏 | 1,134,125        | マスコギー小都市圏                         | 66,339         | マスコギー郡                 | 66,339    |
| タルサ・バートルズビル・マスコギー広域都市圏 | 1,134,125        | バートルズビル小都市圏                     | 52,455         | ワシントン郡                 | 52,455    |
| ロートン・ダンカン広域都市圏                 | 169,500          | ロートン都市圏                             | 126,652        | コマンチ郡                   | 121,125   |
| ロートン・ダンカン広域都市圏                 | 169,500          | ロートン都市圏                             | 126,652        | コットン郡                   | 5,527     |
| ロートン・ダンカン広域都市圏                 | 169,500          | ダンカン小都市圏                           | 42,848         | スティーブンズ郡             | 42,848    |
|                                              |                  | スティルウォーター小都市圏                 | 81,646         | ペイン郡                     | 81,646    |
|                                              |                  | イーニド都市圏                             | 62,846         | ガーフィールド郡             | 62,846    |
| ウェザーフォード・エルクシティ広域都市圏     | 61,847           | ウェザーフォード小都市圏                   | 39,437         | カスター郡                   | 28,513    |
| ウェザーフォード・エルクシティ広域都市圏     | 61,847           | ウェザーフォード小都市圏                   | 39,437         | ウォシタ郡                   | 10,924    |
| ウェザーフォード・エルクシティ広域都市圏     | 61,847           | エルクシティ小都市圏                       | 22,410         | ベッカム郡                   | 22,410    |
|                                              |                  | アードモア小都市圏                         | 48,003         | カーター郡                   | 48,003    |
|                                              |                  | タリークワ小都市圏                         | 47,078         | チェロキー郡                 | 47,078    |
| ダラス・フォートワース広域都市圏             | 8,157,895 46,067 | ダラス・フォートワース・アーリントン都市圏 | 7,637,387      | テキサス州ダラス郡           | 2,613,539 |
| ダラス・フォートワース広域都市圏             | 8,157,895 46,067 | ダラス・フォートワース・アーリントン都市圏 | 7,637,387      | テキサス州タラント郡         | 2,110,640 |
| ダラス・フォートワース広域都市圏             | 8,157,895 46,067 | ダラス・フォートワース・アーリントン都市圏 | 7,637,387      | テキサス州コリン郡           | 1,064,465 |
| ダラス・フォートワース広域都市圏             | 8,157,895 46,067 | ダラス・フォートワース・アーリントン都市圏 | 7,637,387      | テキサス州デントン郡         | 906,422   |
| ダラス・フォートワース広域都市圏             | 8,157,895 46,067 | ダラス・フォートワース・アーリントン都市圏 | 7,637,387      | テキサス州エリス郡           | 192,455   |
| ダラス・フォートワース広域都市圏             | 8,157,895 46,067 | ダラス・フォートワース・アーリントン都市圏 | 7,637,387      | テキサス州ジョンソン郡       | 179,927   |
| ダラス・フォートワース広域都市圏             | 8,157,895 46,067 | ダラス・フォートワース・アーリントン都市圏 | 7,637,387      | テキサス州パーカー郡         | 148,222   |
| ダラス・フォートワース広域都市圏             | 8,157,895 46,067 | ダラス・フォートワース・アーリントン都市圏 | 7,637,387      | テキサス州カウフマン郡       | 145,310   |
| ダラス・フォートワース広域都市圏             | 8,157,895 46,067 | ダラス・フォートワース・アーリントン都市圏 | 7,637,387      | テキサス州ロックウォール郡   | 107,819   |
| ダラス・フォートワース広域都市圏             | 8,157,895 46,067 | ダラス・フォートワース・アーリントン都市圏 | 7,637,387      | テキサス州ハント郡           | 99,956    |
| ダラス・フォートワース広域都市圏             | 8,157,895 46,067 | ダラス・フォートワース・アーリントン都市圏 | 7,637,387      | テキサス州ワイズ郡           | 68,632    |
| ダラス・フォートワース広域都市圏             | 8,157,895 46,067 | シャーマン・デニソン都市圏                 | 135,543        | テキサス州グレイソン郡       | 135,543   |
| ダラス・フォートワース広域都市圏             | 8,157,895 46,067 | アセンズ小都市圏                           | 82,150         | テキサス州ヘンダーソン郡     | 82,150    |
| ダラス・フォートワース広域都市圏             | 8,157,895 46,067 | グランベリー小都市圏                       | 61,598         | テキサス州フッド郡           | 61,598    |
| ダラス・フォートワース広域都市圏             | 8,157,895 46,067 | コルシカーナ小都市圏                       | 52,624         | テキサス州ナバロ郡           | 52,624    |
| ダラス・フォートワース広域都市圏             | 8,157,895 46,067 | デュラント小都市圏                         | 46,067         | ブライアン郡                 | 46,067    |
| ダラス・フォートワース広域都市圏             | 8,157,895 46,067 | ゲインズビル小都市圏                       | 41,668         | テキサス州クック郡           | 41,668    |
| ダラス・フォートワース広域都市圏             | 8,157,895 46,067 | サルファースプリングス小都市圏             | 36,787         | テキサス州ホプキンス郡       | 36,787    |
| ダラス・フォートワース広域都市圏             | 8,157,895 46,067 | ボナム小都市圏                             | 35,662         | テキサス州ファニン郡         | 35,662    |
| ダラス・フォートワース広域都市圏             | 8,157,895 46,067 | ミネラルウェルズ小都市圏                   | 28,409         | テキサス州パロピント郡       | 28,409    |
|                                              |                  | マカレスター小都市圏                       | 43,773         | ピッツバーグ郡               | 43,773    |
|                                              |                  | ポンカシティ小都市圏                       | 43,700         | ケイ郡                       | 43,700    |
|                                              |                  | フォートスミス都市圏                       | 227,213 39,281 | アーカンソー州セバスチャン郡 | 127,799   |
| アーカンソー州クロフォード郡                 | 60,133           | フォートスミス都市圏                       | 227,213 39,281 |                              |           |
| セコイア郡                                   | 39,281           | フォートスミス都市圏                       | 227,213 39,281 |                              |           |
|                                              |                  | エイダ小都市圏                             | 38,065         | ポントトク郡                 | 38,065    |
| ジョプリン・マイアミ広域都市圏               | 231,056 30,285   | ジョプリン都市圏                           | 200,771        | ミズーリ州ジャスパー郡       | 122,761   |
| ジョプリン・マイアミ広域都市圏               | 231,056 30,285   | ジョプリン都市圏                           | 200,771        | ミズーリ州ニュートン郡       | 58,648    |
| ジョプリン・マイアミ広域都市圏               | 231,056 30,285   | ジョプリン都市圏                           | 200,771        | カンザス州チェロキー郡       | 19,362    |
| ジョプリン・マイアミ広域都市圏               | 231,056 30,285   | マイアミ小都市圏                           | 30,285         | オタワ郡                     | 30,285    |
|                                              |                  | アルトゥス小都市圏                         | 24,785         | ジャクソン郡                 | 24,785    |
|                                              |                  | ガイモン小都市圏                           | 21,384         | テキサス郡                   | 21,384    |
|                                              |                  | ウッドワード小都市圏                       | 20,470         | ウッドワード郡               | 20,470    |
| （設定無し）                                 | （設定無し）     | （設定無し）                               | （設定無し）   | ルフロア郡                   | 48,129    |
| （設定無し）                                 | （設定無し）     | （設定無し）                               | （設定無し）   | デラウェア郡                 | 40,397    |
| （設定無し）                                 | （設定無し）     | （設定無し）                               | （設定無し）   | メイズ郡                     | 39,046    |
| （設定無し）                                 | （設定無し）     | （設定無し）                               | （設定無し）   | マカーテン郡                 | 30,814    |
| （設定無し）                                 | （設定無し）     | （設定無し）                               | （設定無し）   | カドー郡                     | 26,945    |
| （設定無し）                                 | （設定無し）     | （設定無し）                               | （設定無し）   | ガービン郡                   | 25,656    |
| （設定無し）                                 | （設定無し）     | （設定無し）                               | （設定無し）   | セミノール郡                 | 23,556    |
| （設定無し）                                 | （設定無し）     | （設定無し）                               | （設定無し）   | アデア郡                     | 19,495    |
| （設定無し）                                 | （設定無し）     | （設定無し）                               | （設定無し）   | マッキントッシュ郡           | 18,941    |
| （設定無し）                                 | （設定無し）     | （設定無し）                               | （設定無し）   | マーシャル郡                 | 15,312    |
| （設定無し）                                 | （設定無し）     | （設定無し）                               | （設定無し）   | キングフィッシャー郡         | 15,184    |
| （設定無し）                                 | （設定無し）     | （設定無し）                               | （設定無し）   | チョクトー郡                 | 14,204    |
| （設定無し）                                 | （設定無し）     | （設定無し）                               | （設定無し）   | アトカ郡                     | 14,143    |
| （設定無し）                                 | （設定無し）     | （設定無し）                               | （設定無し）   | クレイグ郡                   | 14,107    |
| （設定無し）                                 | （設定無し）     | （設定無し）                               | （設定無し）   | マレー郡                     | 13,904    |
| （設定無し）                                 | （設定無し）     | （設定無し）                               | （設定無し）   | ヒューズ郡                   | 13,367    |
| （設定無し）                                 | （設定無し）     | （設定無し）                               | （設定無し）   | ハスケル郡                   | 11,561    |
| （設定無し）                                 | （設定無し）     | （設定無し）                               | （設定無し）   | オクフスキー郡               | 11,310    |
| （設定無し）                                 | （設定無し）     | （設定無し）                               | （設定無し）   | ノーブル郡                   | 10,924    |
| （設定無し）                                 | （設定無し）     | （設定無し）                               | （設定無し）   | プッシュマタハ郡             | 10,812    |
| （設定無し）                                 | （設定無し）     | （設定無し）                               | （設定無し）   | ジョンストン郡               | 10,272    |
| （設定無し）                                 | （設定無し）     | （設定無し）                               | （設定無し）   | ラブ郡                       | 10,146    |
| （設定無し）                                 | （設定無し）     | （設定無し）                               | （設定無し）   | ラティマー郡                 | 9,444     |
| （設定無し）                                 | （設定無し）     | （設定無し）                               | （設定無し）   | ノワタ郡                     | 9,320     |
| （設定無し）                                 | （設定無し）     | （設定無し）                               | （設定無し）   | ブレイン郡                   | 8,735     |
| （設定無し）                                 | （設定無し）     | （設定無し）                               | （設定無し）   | ウッズ郡                     | 8,624     |
| （設定無し）                                 | （設定無し）     | （設定無し）                               | （設定無し）   | カイオワ郡                   | 8,509     |
| （設定無し）                                 | （設定無し）     | （設定無し）                               | （設定無し）   | メジャー郡                   | 7,782     |
| （設定無し）                                 | （設定無し）     | （設定無し）                               | （設定無し）   | ティルマン郡                 | 6,968     |
| （設定無し）                                 | （設定無し）     | （設定無し）                               | （設定無し）   | アルファルファ郡             | 5,699     |
| （設定無し）                                 | （設定無し）     | （設定無し）                               | （設定無し）   | グリアー郡                   | 5,491     |
| （設定無し）                                 | （設定無し）     | （設定無し）                               | （設定無し）   | ジェファーソン郡             | 5,337     |
| （設定無し）                                 | （設定無し）     | （設定無し）                               | （設定無し）   | コール郡                     | 5,266     |
| （設定無し）                                 | （設定無し）     | （設定無し）                               | （設定無し）   | ビーバー郡                   | 5,049     |
| （設定無し）                                 | （設定無し）     | （設定無し）                               | （設定無し）   | デューイ郡                   | 4,484     |
| （設定無し）                                 | （設定無し）     | （設定無し）                               | （設定無し）   | グラント郡                   | 4,169     |
| （設定無し）                                 | （設定無し）     | （設定無し）                               | （設定無し）   | エリス郡                     | 3,749     |
| （設定無し）                                 | （設定無し）     | （設定無し）                               | （設定無し）   | ロジャーミルズ郡             | 3,442     |
| （設定無し）                                 | （設定無し）     | （設定無し）                               | （設定無し）   | ハーパー郡                   | 3,272     |
| （設定無し）                                 | （設定無し）     | （設定無し）                               | （設定無し）   | ハーモン郡                   | 2,488     |
| （設定無し）                                 | （設定無し）     | （設定無し）                               | （設定無し）   | シマロン郡                   | 2,296     |

## 註
1. ↑  QuickFacts. U.S. Census Bureau. 2020年.
2. ↑  OMB Bulletin No. 23-01, Revised Delineations of Metropolitan Statistical Areas, Micropolitan Statistical Areas, and Combined Statistical Areas, and Guidance on Uses of the Delineations of These Areas. Office of Management and Budget. 2023年7月21日.